# Joani Blank
Joani Blank (Boston, 4 de julho de 1937 – Oakland, 6 de agosto de 2016) foi um empreendedor, escritor, cinegrafista, entusiasta da habitação conjunta e conselheiro, filantropo, educador sexual, e inventor no campo da sexualidade.